# (7481) San Marcello
(7481) San Marcello (1994 PA1) – planetoida z pasa głównego asteroid okrążająca Słońce w ciągu 5 lat w średniej odległości 2,92 j.a. Odkryta 11 sierpnia 1994 roku.